# 比伦特·埃杰维特

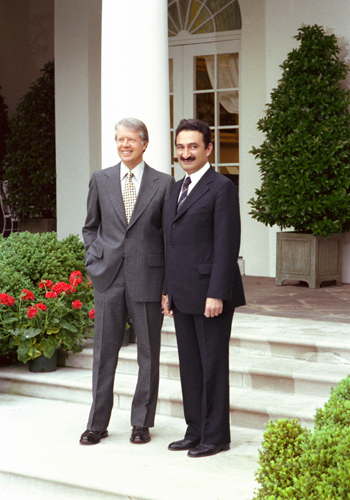
埃杰维特和美国总统吉米·卡特1978年5月31日在白宫.

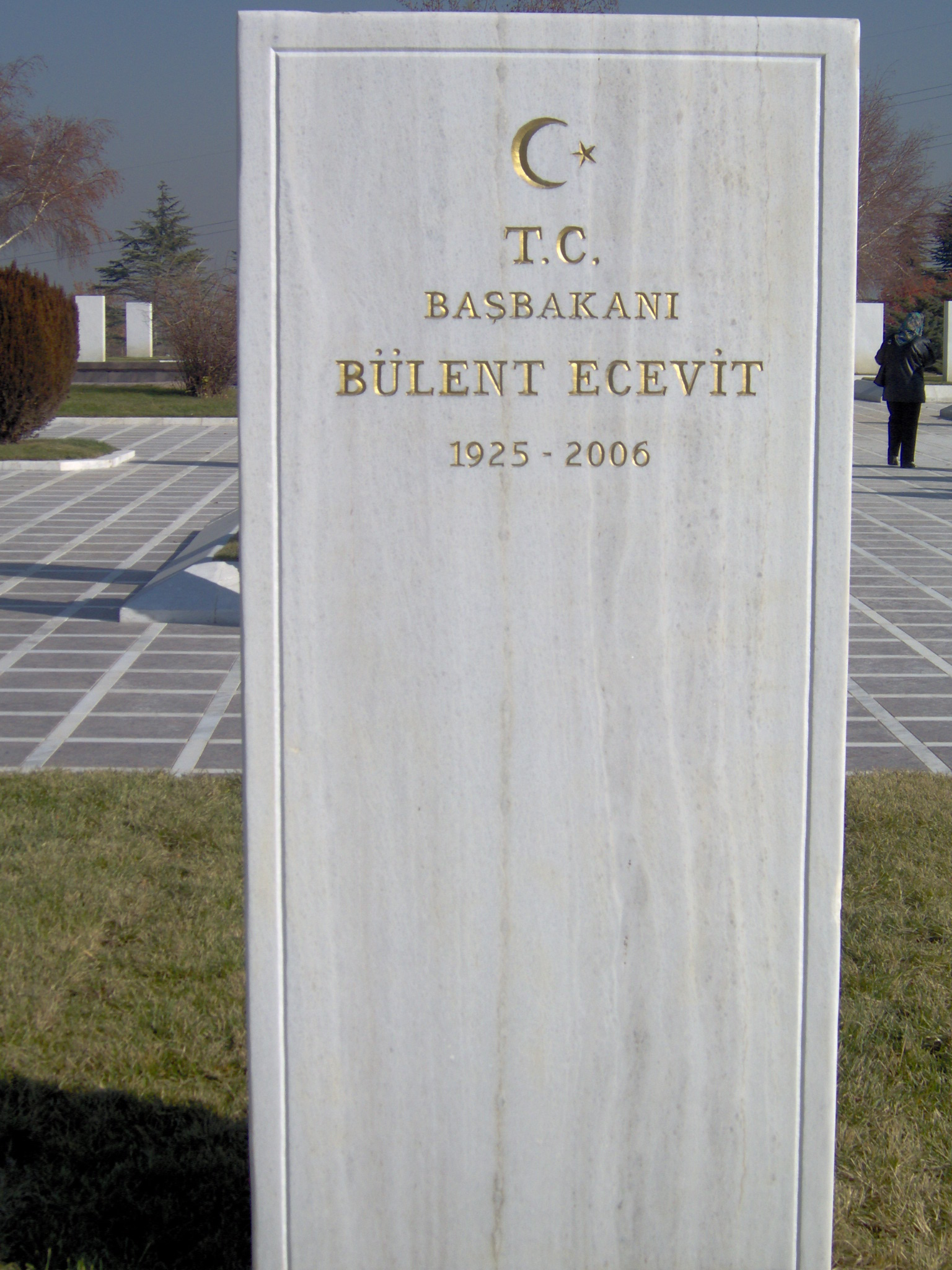
安卡拉国立公墓的埃杰维特墓地.

穆斯塔法·比伦特·埃杰维特（土耳其語：Mustafa Bülent Ecevit，發音：[mustaˈfa byˈlænt edʒeˈvit]；1925年5月28日—2006年11月5日）土耳其政治家、诗人、作家、学者和記者，共和人民党和民主左翼党前领袖，曾四次担任土耳其總理。
他的政治思想被称为埃杰维特主义。

## 生平
埃杰維特出生于伊斯坦布尔，父亲阿赫迈德(Ahmet Fahri Ecevit)出生于卡斯塔莫努，是安卡拉大学的法医学教授，1943-1950年曾担任共和人民党议员。他的母亲法特玛(Fatma Nazlı)是伊斯坦布尔人，是土耳其第一名女性专业绘画师。
埃傑維特1944年畢業於伊斯坦布爾羅伯特學院文學系。1944年至1946年在安卡拉大学进修英国语言文学。毕业后在新闻出版总局任职。1946年在驻英国大使馆新闻处任秘书，并进入伦敦大学东方和非洲研究学院攻读梵语和艺术史。
1950年回国后当《民族报》的记者，1953年加入共和人民党，1954年去美国，为美国杂志撰稿。1957年在哈佛大学研究社会心理学、中东问题和奥斯曼历史，历时八个月。

## 政治生涯
1957年回国后第一次当选土耳其大国民议会议员，1961—1965年任劳工部長，他使罢工合法，使工人在政治上获得申述武器。
1966—1976年任共和人民黨總書記，1971年3月因同党主席伊斯梅特·伊纳尼政见分歧，辞去总书记职务。
1972年5月14日伊诺努辞职后，他接任该党主席至1980年，和長期政治對手苏莱曼·德米雷尔一同被軍人推翻為止。
在1970年代他和長期政治對手苏莱曼·德米雷尔輪流執政，1974年比倫特·埃傑維特命令軍隊進入塞浦路斯，保護作為少數民族的土耳其人。這次入侵實質上把塞浦路斯分成了兩個政治實體，這種局面一直維持到今天。
1972年出任共和人民黨主席，與德米雷尔領導的救國黨的合作，翌年把權力移交苏莱曼·德米雷尔。1977年大選後，試圖組建一黨政府未獲議會信任，內閣僅存12天，被迫再把權力移交德米雷尔。1978年組成共和人民黨、共和信任黨和民主黨三黨聯合政府，第三次任總理，1979年10月因中期选举失败辞职，再度把權力移交苏莱曼·德米雷尔。
1980年「9·12」军事政變後，共和人民黨等主要政黨被禁參政，他被軟禁一年多，其後被禁止從政多年。在此期間，着手創立民主左翼黨，並由其夫人擔任黨主席。解禁後於1989年初當選民主左翼黨主席。1997年6月30日至1998年12月出任聯合政府副總理兼國務部長。
1999年1月，埃傑維特組建少數派政府，再次出任總理。4月大選，他領導的民主左翼黨在議會選舉中獲134個席位，成為土耳其議會第一大黨，5月28日和民族行動黨和祖國黨組成聯合政府，埃傑維特再次出任總理。任内土耳其成为欧盟候选国，並支持北約空襲南斯拉夫。
2002年11月舉行的大選，由前伊斯坦布爾市長埃爾多安領導的中間偏右的正義與發展黨取得大勝，獲得國會三分之二的席位，組建1950年來首個多數黨政府。在野共和人民黨取得178席，議會出現兩黨政治，民主左翼黨由於未能跨越得票門檻，未能在大国民议会中获得議席，联合政府辞职。2004年埃傑維特辭去黨主席，退出政壇。

## 去世
2006年5月18日，埃杰维特因突然中风被送入安卡拉的居尔哈内军事医院，并接受了一次脑部手术，但此后一直陷入昏迷状态。11月5日因循环和呼吸系统出现问题在医院去世。
埃杰維特不仅仅是一个政治家，还是一个诗人和作家。他会梵语、孟加拉语和英语，翻译过印度诗人泰戈尔的诗集《吉檀迦利》、《飞鸟集》和英国作家爱略特的剧本《鸡尾酒会》和伯纳德·刘易斯的著作。

## 著作

### 诗集
- Işığı Taştan Oydum (I Carved Light Out Of Stone) (1978)
- El Ele Büyüttük Sevgiyi (We Raised Love Hand In Hand) (1997)

### 政治演讲集
- Ortanın Solu (Left of the Center，《中左》) (1966)
- Bu Düzen Değişmelidir (This Order Should Change，《这种制度必须改革》) (1968)
- Atatürk ve Devrimcilik (Atatürk and Revolutionism，《阿塔图尔克和革命》) (1970)
- Kurultaylar ve Sonrası (Party Congresses and After) (1972)
- Demokratik Sol ve Hükümet Bunalımı (Democratic Left and Government Crisis，《民主左翼和政府危机》) (1974)
- Demokratik Solda Temel Kavramlar ve Sorunlar (Basic Definitions and Problems in Democratic Left) (1975)
- Dış Politika (Foreign Policy，《外交政策》) (1975)
- Dünya-Türkiye-Milliyetçilik (World-Turkey-Nationalism，《世界-土耳其-民族主义》) (1975)
- Toplum-Siyaset-Yönetim (Society-Politics-Government，《社会-政治-政府》) (1975)
- İşçi-Köylü El Ele (Workers and Peasants Hand in Hand，《工人农民手牵手》) (1976)
- Türkiye / 1965-1975 (Turkey / 1965-1975) (1976)
- Umut Yılı: 1977 (Year of Hope: 1977，《希望之年：1977》) (1977)